# Arneiroz
Arneiroz là một đô thị thuộc bang Ceará, Brasil. Đô thị này có diện tích 1066,426 km², dân số năm 2007 là 7284 người, mật độ 6,83 người/km².